# Verzweigung Winterthur-Nord
De Verzweigung Winterthur-Nord is een knooppunt in Zwitserland. Op dit knooppunt bij de stad Winterthur sluit de A4 aan op de A1/A4.

## Configuratie
Het knooppunt is een trompetknooppunt.